# Ramaria brevispora
Ramaria brevispora är en svampart som beskrevs av Corner, K.S. Thind & Dev 1958. Ramaria brevispora ingår i släktet Ramaria och familjen Gomphaceae.   Inga underarter finns listade i Catalogue of Life.